# The Crimson Idol
The Crimson Idol (з  англ. «Малиновий ідол») — п'ятий студійний альбом американської хеві-метал групи W.A.S.P., випущений лейблом Capitol Records в 1992 році(в Америці в 1993). The Crimson Idol — концептуальний альбом: він розповідає про долю Джонатана Стіла, який мріяв стати рок-зіркою, про його зліт на вершину слави і падіння.
Процес створення альбому зайняв майже три роки. Спочатку The Crimson Idol повинен був стати сольним альбомом Блекі Лоулесса, який самостійно записав ритм-гітару, бас, клавішні та вокал, але згодом лідер гурту поступився проханням шанувальників і погодився випустити його під грифом WASP.
The Crimson Idol розцінюється багатьма критиками та шанувальниками як вершина творчості WASP, а журнал Metal Hammer включив його до списку найкращих концептуальних альбомів усіх часів. 2007 року пройшов тур, що ознаменував 15-річчя альбому, 2017 — його 25-річчя.

## Концепція
Головний герой альбому — тінейджер Джонатан, син Вільяма та Елізабет Стіл, брат Майкла Стіла. Майкл — улюбленець батьків, а Джонатана вважають невдахою. Після смерті брата в автокатастрофі він тікає з дому, починає тинятися вулицями і поступово стає залежним від наркотиків та алкоголю. Якось він проходить повз магазин музичних інструментів, бачить гітару, і ним заволодіває мрія стати рок-зіркою.
Він краде гітару і намагається грати якнайбільше, щоб заробити грошей на запис альбому. Потім Джонатан зустрічає президента звукозаписної компанії Чарлі «Ланцюгова пилка» (англ.  Chainsaw" Charlie), який обіцяє, що зробить з нього зірку, і знайомить його з майбутнім менеджером Алексом Родманом. Мрія Джонатана збувається, але він починає розуміти, що життя не таке приємне, як здається на перший погляд. Тепер він має славу і успіх, але єдине, що він насправді хотів — здобути любов батьків.
За ніч до концерту Джонатан дзвонить своїм батькам, сподіваючись залагодити розбіжності та залікувати душевні рани. Відповідно до історії, було сказано менше 50 слів, останніми з яких були «у нас більше немає сина». Джонатан розуміє, що батьки ніколи не приймуть його до свого дому, і вирішує накласти на себе руки. Під час згаданого концерту він знімає зі своєї гітари струни та вішається на них.

## Діючі особи
- Джонатан Ерон Стіл
- Майкл Стіл — брат Джонатана
- Елізабет Стіл — мати Джонатана
- Вільям «Ред» Стіл — батько Джонатана
- Зеркало
- Чарлі «Ланцюгова пилка»
- Алекс Родман
- Циганка
- Доктор Роктер
- Король милосердя

У документальному фільмі про альбом Блекі Лоулесс сказав, що в альбомі є дев'ять дійових осіб.

## Історія створення
Блекі Лоулесс писав історію Джонатана протягом року. В інтерв'ю лідер WASP сказав, що за кілька років усі персонажі стали для нього як живі..
Коли запис альбому, який проходив у студії Fort Apache, тільки починався, гурт WASP ще продовжував існувати, але незабаром кілька учасників вирішили покинути колектив. Тоді було вирішено відмовитися від назви WASP, але фан-клуб почав благати не робити цього. Крім того, багато компаній заявили, що ім'я групи має вагу, на відміну від ініціалів Блекі Лоллеса. З цих причин лідер групи, незважаючи на те, що він сам записав ритм-гітару, бас, клавіші та вокал, погодився, щоб матеріал вийшов під грифом W.A.S.P.
Трохи згодом у групі з'явилися нові учасники: барабанщики Стет Хоуленд та Френкі Баналі, який уже грав на альбомі The Headless Children, та Боб Кулік, який зайняв місце гітариста після відходу Холмса.
До альбому була написана історія Джонатана у формі оповіді. Блекі Лоулесс назвав це «перехресним посиланням»: «Сам альбом та оповідь тільки разом повноцінно відображають сенс. Передбачалося, що це відправить слухача в подорож на кілька років, і в цьому є своя фішка. Я написав розповідь у манері Вільяма Шекспіра: дуже багато таємниць, і питання головної ідеї далеко не риторичне»

## Блекі Лоулесспро альбом
Такою історією можна налякати людей більше, ніж вони могли б собі уявити. Я ніколи не дивився фільм «П'ятниця 13-те»: це мене не цікавить. А історія з альбому, навпаки: життя — ось справжній жах.
Оригінальний текст (англ.)
With a story like this you can do Things that will scare people even worse than anything they ever dreamed of. I've never seen a Friday The 13th movie: they don't interest me. But this does, because its real. The real horror is real life.

Історія The Crimson Idol дуже непроста. На альбомі десять пісень, і сенс кожної їх часто виявляється не таким, яким його бачать. Насправді все на цьому альбомі не так, як здається на перший погляд. У всьому укладено сенс чогось іншого. Альбом був створений у сатиричному ключі. Це означає, що людина зрозуміє історію залежно від свого віку та від того, від імені якого з героїв вона слухатиме альбом. Якщо вам вісімнадцять, то ви почуєте одне. Якщо за 5-10 років ви переслухаєте його, то почуєте вже зовсім іншу історію. Я не хотів створювати для слухача фастфуд. Я хотів зробити щось, що, як мені здавалося, матиме довге життя.
Оригінальний текст (англ.)
The Crimson Idol is an enormously complicated story. There are ten songs on it and each one is a euphenism for something else. Nothing on this album is really what it appears to be at first glance. Everything is a symbol for something else. The story was written from a satirical point of view. That means that wherever a person is at their life and whoever's viewpoint they're listening to in the story are going to determine the story they're going to get. If you're 18 and you listen to it, you're going to see one thing. If you go back and listen to it five or ten years later, you're going to get a completely different story. I didn't want to create fast food for the ears. I wanted something that I thought was going to have longevity.

## Критика
Оглядач сайту Allmusic Грег Прато пише, що на The Crimson Idol можна почути такі потужні пісні, як The Invisible Boy, Chainsaw Charlie (Murders in the New Morgue) та I Am One. Також він каже, що, на жаль, The Crimson Idol випав з уваги преси, оскільки на той час найбільшою популярністю користувався стиль гранж.
Журнал Metal Hammer включив The Crimson Idol до списку кращих концептуальних альбомів усіх часів У грецькому виданні журналу альбом посів 82 місце у цьому списку

## Трек-лист
Автор музики і слів Блекі Лоулесс. 
| #   | Назва                                                                                   | Тривалість |
| --- | --------------------------------------------------------------------------------------- | ---------- |
| 1.  | «The Titanic Overture»                                                                  | 3:23       |
| 2.  | «The Invisible Boy»                                                                     | 4:04       |
| 3.  | «Arena of Pleasure»                                                                     | 4:06       |
| 4.  | «Chainsaw Charlie (Murders in the New Morgue)»                                          | 7:36       |
| 5.  | «The Gypsy Meets the Boy»                                                               | 4:08       |
| 6.  | «Doctor Rockter»                                                                        | 3:43       |
| 7.  | «I Am One»                                                                              | 4:27       |
| 8.  | «The Idol»                                                                              | 8:40       |
| 9.  | «Hold On To My Heart»                                                                   | 4:14       |
| 10. | «The Great Misconceptions of Me»                                                        | 9:29       |
| 11. | «The Story of Jonathan (Prologue to The Crimson Idol)» (бонус на переиздании 1998 года) | 16:35      |

### Другий диск на перевиданні 1998 року
Автор музики і слів Блекі Лоулесс. 
| #   | Назва                                                                  | Автор        | Тривалість |
| --- | ---------------------------------------------------------------------- | ------------ | ---------- |
| 1.  | «Phantoms in the Mirror»                                               |              | 4:36       |
| 2.  | «The Eulogy»                                                           |              | 4:16       |
| 3.  | «When the Levee Breaks»                                                | Led Zeppelin | 7:06       |
| 4.  | «The Idol (Live Acoustic)»                                             |              | 4:35       |
| 5.  | «Hold on to My Heart (Live Acoustic)»                                  |              | 4:23       |
| 6.  | «I Am One (Live, Donnington 1992)»                                     |              | 4:58       |
| 7.  | «Wild Child (Live, Donnington 1992)»                                   | Лоллес/Холмс | 5:53       |
| 8.  | «Chainsaw Charlie (Murders in the New Morgue) (Live, Donnington 1992)» |              | 8:24       |
| 9.  | «I Wanna Be Somebody (Live, Donnington 1992)»                          |              | 6:14       |
| 10. | «The Invisible Boy (Live, Donnington 1992)»                            |              | 4:15       |
| 11. | «The Real Me (Live, Donnington 1992)»                                  | Пит Таунсенд | 3:41       |
| 12. | «The Great Misconceptions of Me (Live, Donnington 1992)»               |              | 9:45       |

## Пісні
- The Titanic Overture  — ви думаєте, що це може мати багато значень. Слухаючи музику, багато хто замислюється над чимось дуже глобальним. Частково в цьому є частка сенсу, але лише частково. Пам'ятаєте, також був корабель під назвою „Титанік“. Велика подорож, що закінчилася катастрофою»[12].
- «The Invisible Boy» — «це відчайдушний крик героя, „невидимого хлопчика“, що перебуває в тіні свого старшого брата»[13].
- «Arena of Pleasure» відкриває перед Джонатаном життя рок-музики, про яке він раніше навіть не підозрював[13].
- Chainsaw Charlie (Murders in the New Morgue) — Блекі Лоулесс пояснив, що Чарлі — президент однієї з найбільших у світі звукозаписних компаній, ланцюгова пилка — це образ всієї індустрії звукозапису: Чарлі пояснює Джонатану, що таке бізнес: морг — це індустрія зсередини, де все йде у комерцію, і вмирає музика. Якщо він хоче потрапити в індустрію, повинен робити все, що йому скаже Чарлі"[4].
- Журналісти та шанувальники запитували Блекі Лоллеса, чи писав він історію Джонатана як свою автобіографію, і він відповідав, що «нічого не може бути далеким від правди, адже його батько сидить за наступними дверима»: «Звичайно, в ньому є і дещо від мене, але насправді я просто вибрав трьох-чотирьох хлопців і взяв трохи із долі кожного з них»[6] Але все ж таки потім лідер WASP додав, що на альбомі є дві частини його життя: перша — Chainsaw Charlie і друга — The Gypsy Meets the Boy: Одного разу це трапилося і зі мною: мою долю прочитало дві різні людини, і все сталося саме так, як вони говорили" У пісні можна почути, як циганка говорить Джонатану фразу, яку Блекі Лоллес визначив як мораль усієї історії:«Будь обережний з мріями: вони можуть здійснитися» (англ.  Be careful what you wish for. It may come true).[6]
- «Doctor Rockter» і «I Am One» — «це початок падіння, знайомство з наркотиками, почуття самотності і депресія, що наростає»[13]
- The Idol — це початок кінця Джонатана. Ідея історії в цілому не так у тому, що він хотів стати знаменитим, як у його подорожі, під час якої він розуміє: унизу було набагато краще, тоді він був нещасний, але принаймні йому було куди йти. Багато хто думає, що Джонатан і є The Crimson Idol, але це не так"[4]. На пісню було знято відеокліп, і Блекі Лоулесс був вдячний, що йому дозволили робити все самому: «Це було чудово … адже це були мої бачення, і я жив з ними довше, ніж будь-хто інший»[4].
- На пісню Hold On To My Heart також було знято відеокліп.
- «The Great Misconceptions of Me» — «епічний завершальний „крик“, наповнений запаморочливими сольними партіями гітари і зубодроблювальними ударами барабанів[13]»

## Ювілейний тур The Crimson Idol
У 2007 році пройшов тур, який ознаменував 15-річчя The Crimson Idol. Альбом вперше прозвучав на концерті повністю, від початку до кінця. Шоу супроводжувалося показом відео, яке було знято у 1992 році. Це чорно-біле відео було відеоінтерпретацією історії Джонатана і спочатку передбачалося, що з нього буде зроблено повноцінний фільм.

## Учасники запису
W.A.S.P.
- Блекі Лоулесс — вокал, соло і ритм-гітара, бас-гітара, клавішні

- Боб Кулік — соло-гітара
- Френкі Баналі — ударні
- Стет Хоуленд — ударні

Інші
- Продюсер — Блекі Лоулесс
- Звукорежисер — Міккі Девіс, студія Fort Apache (Голлівуд)
- Аранжування — Блекі Лолес
- Помічник звукорежисера — Росс Робінсон
- Мастеринг — Ян Купер
- Оформлення — Kosh Brooks Design
- Фотографії — Джин Кіркленд